# Spezia Foot Ball Club 1932-1933
Questa pagina raccoglie i dati riguardanti lo Spezia Foot Ball Club nelle competizioni ufficiali della stagione 1932-1933.

## Rosa
| N. |                   | Ruolo | Calciatore        |
| -- | ----------------- | ----- | ----------------- |
|    | Italia (bandiera) | C     | Giuseppe Andrei   |
|    | Italia (bandiera) | A     | Gianni Arella     |
|    | Italia (bandiera) | A     | Luciano Benassi   |
|    | Italia (bandiera) | A     | Giovanni Bermone  |
|    | Italia (bandiera) | D     | Rodolfo Blecich   |
|    | Italia (bandiera) | D     | Enrico Bozzo      |
|    | Italia (bandiera) | A     | Giulio Cappelli   |
|    | Italia (bandiera) | C     | Fausto Comar      |
|    | Italia (bandiera) | D     | Pasquale Farina   |
|    | Italia (bandiera) | A     | Elio Gerbini      |
|    | Italia (bandiera) | C     | Amedeo Ghidoni    |
|    | Italia (bandiera) | C     | Agostino Langella |
|    | Italia (bandiera) | C     | Germano Mian      |

| N. |                   | Ruolo | Calciatore       |
| -- | ----------------- | ----- | ---------------- |
|    | Italia (bandiera) | C     | Alberto Papini   |
|    | Italia (bandiera) | D     | Wando Persia     |
|    | Italia (bandiera) | D     | Mario Puppo      |
|    | Italia (bandiera) | A     | Aldo Rossi       |
|    | Italia (bandiera) | A     | Ruffo            |
|    | Italia (bandiera) | A     | Sergio Russinov  |
|    | Italia (bandiera) | A     | Mariano Sabatini |
|    | Italia (bandiera) | D     | Umberto Santillo |
|    | Italia (bandiera) | P     | Paolo Strati     |
|    | Italia (bandiera) | P     | Egidio Umer      |
|    | Italia (bandiera) | P     | Bruno Venturini  |
|    | Italia (bandiera) |       | Luciano Viarengo |

## Statistiche

### Statistiche di squadra
| Competizione | Punti | In casa | In casa | In casa | In casa | In casa | In casa | In trasferta | In trasferta | In trasferta | In trasferta | In trasferta | In trasferta | Totale | Totale | Totale | Totale | Totale | Totale | DR |
| Competizione | Punti | G       | V       | N       | P       | Gf      | Gs      | G            | V            | N            | P            | Gf           | Gs           | G      | V      | N      | P      | Gf     | Gs     | DR |
| ------------ | ----- | ------- | ------- | ------- | ------- | ------- | ------- | ------------ | ------------ | ------------ | ------------ | ------------ | ------------ | ------ | ------ | ------ | ------ | ------ | ------ | -- |
| Serie B      | 37    | 16      | 9       | 6       | 1       | 28      | 12      | 16           | 5            | 3            | 8            | 18           | 35           | 32     | 14     | 9      | 9      | 46     | 47     | -1 |

### Statistiche dei giocatori
| Giocatore    | Serie B  | Serie B |
| Giocatore    | Presenze | Reti    |
| ------------ | -------- | ------- |
| G. Andrei    | 25       | 3       |
| G. Arella    | 14       | 6       |
| L. Benassi   | 1        | 0       |
| G. Bermone   | 21       | 3       |
| R. Blecich   | 3        | 0       |
| E. Bozzo     | 22       | 0       |
| A. Bruni     | 1        | 0       |
| G. Cappelli  | 32       | 6       |
| F. Comar     | 16       | 0       |
| P. Farina    | 31       | 0       |
| E. Garbini   | 3        | 2       |
| A. Ghidoni   | 5        | 0       |
| A. Langella  | 10       | 0       |
| G. Mian      | 23       | 12      |
| A. Papini    | 22       | 1       |
| W. Persia    | 31       | 0       |
| M. Puppo     | 7        | 0       |
| A. Rossi     | 6        | 3       |
| Ruffo        | 2        | 0       |
| S. Russinov  | 1        | 0       |
| M. Sabatini  | 30       | 8       |
| U. Santillo  | 4        | 0       |
| P. Strati    | 19       | -33     |
| E. Umer      | 13       | -14     |
| B. Venturini | 9        | 0       |
| L. Viarengo  | 1        | 0       |